# Statua colossale bronzea di Costantino I
La statua colossale bronzea di Costantino, i cui resti sono conservati presso i Musei Capitolini a Roma, era una scultura colossale in bronzo, alta originariamente 12 metri e datata al IV secolo.
Essa raffigurava un imperatore romano della dinastia costantiniana, generalmente identificato come Costantino il Grande o Costanzo II. Non va confusa con la statua colossale di Costantino I, in marmo e proveniente dalla Basilica di Massenzio, i cui resti sono pure conservati nei Musei Capitolini (precisamente al Palazzo dei Conservatori).

## Storia
La maggior parte degli storici identifica la testa come un ritratto di Costantino I, imperatore dal 306 al 337. Tale identificazione si basa sulle effigi presenti sul dritto delle monete coniate in occasione dei quindecennalia (quindici anni di regno) del 321 o dei vicennalia (venti anni di regno) del 326. Quest'ultima data è ritenuta, secondo la docente Serenella Ensoli, il terminus ante quem per la realizzazione della statua.
Un'identificazione proposta da altri ricercatori la riconduce a uno dei figli di Costantino, Costanzo II, sulla base di argomentazioni numismatiche. Sebbene tale imperatore visitò Roma una sola volta in tutta la sua vita, nel 357, fu proprio in tale occasione che molte statue furono erette o ridedicate a lui. Nell'ipotesi, invece, di una scultura acrolita, il corpo del colosso sarebbe stato costituito da un'anima lignea ricoperta di lamine d'oro: ciò consentirebbe di spiegare la sua mancata conservazione, a causa della degradazione del legno e della rifusione dei metalli preziosi.

### Collocazione al Laterano
Le statue bronzee dell'antichità sono rare, poiché la maggior parte di esse fu fusa nella tarda antichità o in epoca medievale. Il colosso bronzeo deve probabilmente la sua sopravvivenza, seppur frammentaria, al fatto che è sempre stato considerato la rappresentazione del primo imperatore cristiano. Ciò è in grado di giustificare la lunga permanenza della statua (o di quello che ne restava) al Laterano.

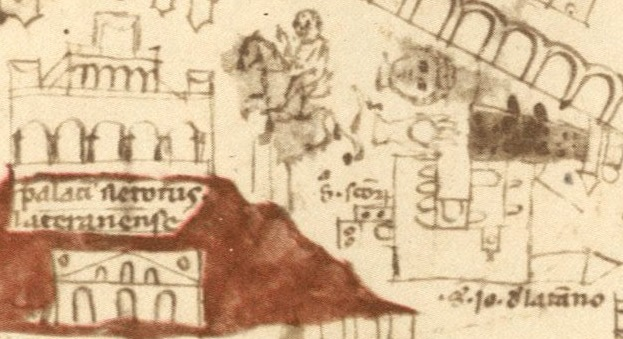
Dettaglio della mappa di Roma realizzata da Paolino Minorita, 1321. Sono ben visibili la statua equestre di Marco Aurelio e la testa colossale.

Nella seconda metà del XII secolo, l'esploratore Beniamino di Tudela riportò che «davanti a San Giovanni in Laterano è scolpita l'immagine di Sansone, che tiene in mano un globo di pietra, così come l'immagine di Assalonne, figli di Davide, e quella del re Costantino [...]. Lui e il suo cavallo sono di bronzo ricoperto d'oro». Se l'ultima delle opere menzionate è chiaramente la celebre statua equestre di Marco Aurelio, allora scambiata per una scultura di Costantino, le altre due - che Beniamino interpretò erroneamente, ma in conformità alla sua cultura biblica ebraica - sono difficilmente identificabili; tuttavia, è plausibile che la prima delle due suddette possa essere proprio il colosso bronzeo. Malgrado un'incongruenza relativa al materiale, la menzione del "globo di pietra" potrebbe essere associata al globo che è conservato tra i frammenti della statua in bronzo. In una mappa della città di Roma del 1321, opera del vescovo Paolino Minorita, si possono notare una testa e una mano gigantesche proprio accanto alla statua equestre di Marco Aurelio, tra la Basilica di San Giovanni in Laterano e il Palazzo del Laterano.
Purtuttavia, le fonti medievali devono essere considerate con prudenza. Secondo talune il colosso proverrebbe dal Colosseo, ma potrebbe trattarsi di una tradizione poco credibile o addirittura una confusione con il famoso Colosso di Nerone, da cui l'anfiteatro trasse la sua denominazione. Secondo l'opinione di Marina Prusac, la statua fu eretta in Laterano già durante il regno di Costantino, che volle affermare la sua autorità in prossimità dell'ubicazione dei Castra Nova equitum singularium, accampamento del corpo di cavalleria dell'imperatore, gli Equites singulares Augusti, schierati al fianco del rivale Massenzio, autoproclamatosi imperatore nel 306. Al Laterano, in epoca medievale, i frammenti furono posizionati sui capitelli di alcune colonne, come è possibile osservare in un disegno del 1465 attribuito a Felice Feliciano.

### Al Palazzo dei Conservatori
Nel 1471, Papa Sisto IV donò i reperti in suo possesso ai Conservatori di Roma. Da quel momento, essi furono trasferiti presso il Palazzo dei Conservatori, dove furono installati tra due colonne del peristilio.

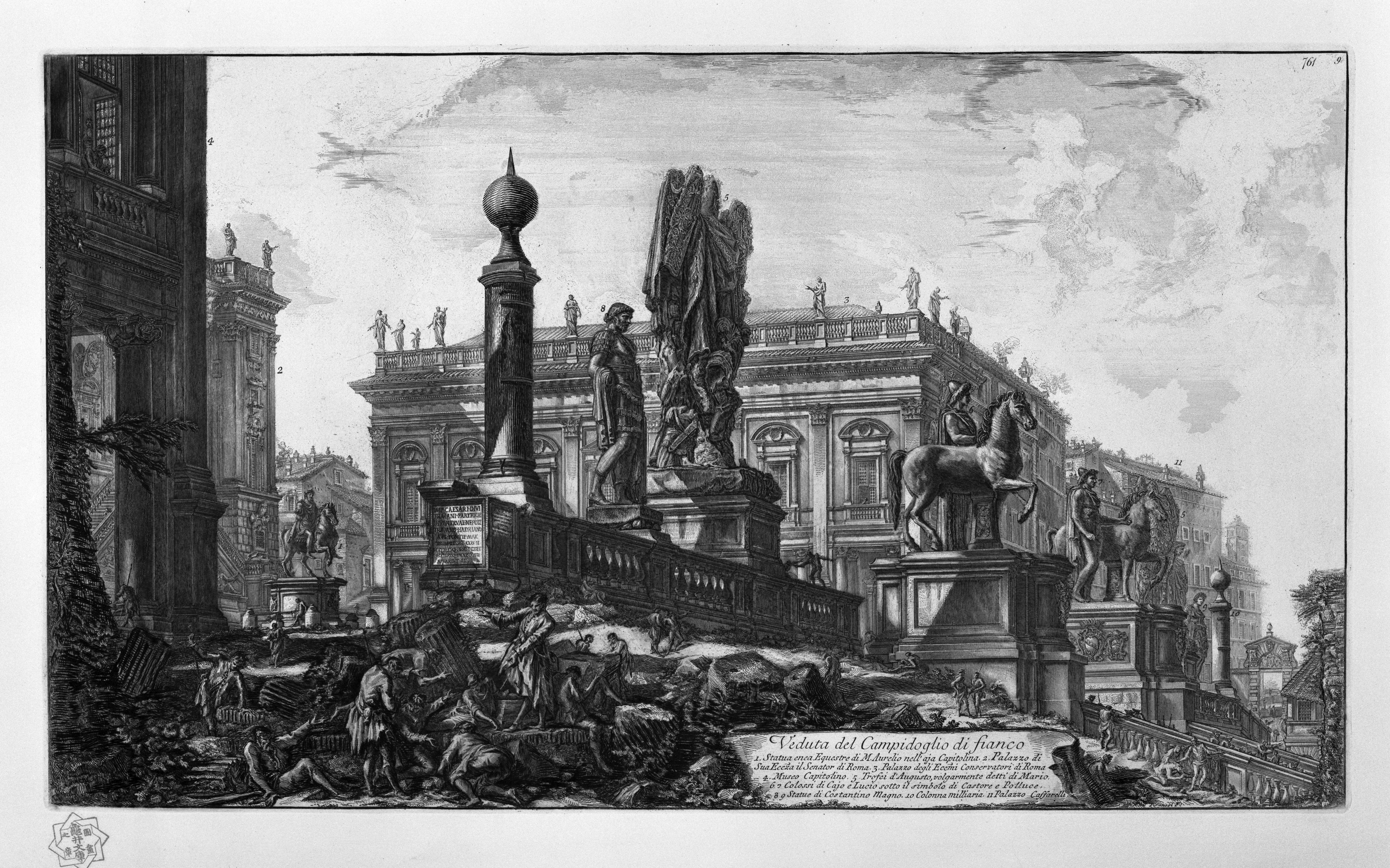
Acquaforte di Giovanni Battista Piranesi in cui è visibile il globo posizionato al di sopra del cippo miliare, 1748-1774.

Sul finire degli anni trenta del XVI secolo, la mano teneva ancora il globo. Secondo lo studioso Claudio Parisi Presicce, furono separati soltanto nel 1584, quando il globo fu reinventato per essere posizionato sulla sommità del cippo miliare - che in passato segnava il primo miglio della Via Appia - appena spostato su una delle estremità della balaustra situata tra Piazza del Campidoglio e la Cordonata capitolina. Fu in tale occasione, presumibilmente, che l'indice (oggi conservato al Museo del Louvre di Parigi) fu staccato dal resto della mano. In seguito il globo fu rimosso dal cippo e collocato nuovamente al Palazzo dei Conservatori.

### L'ipotesi di un'origine neroniana

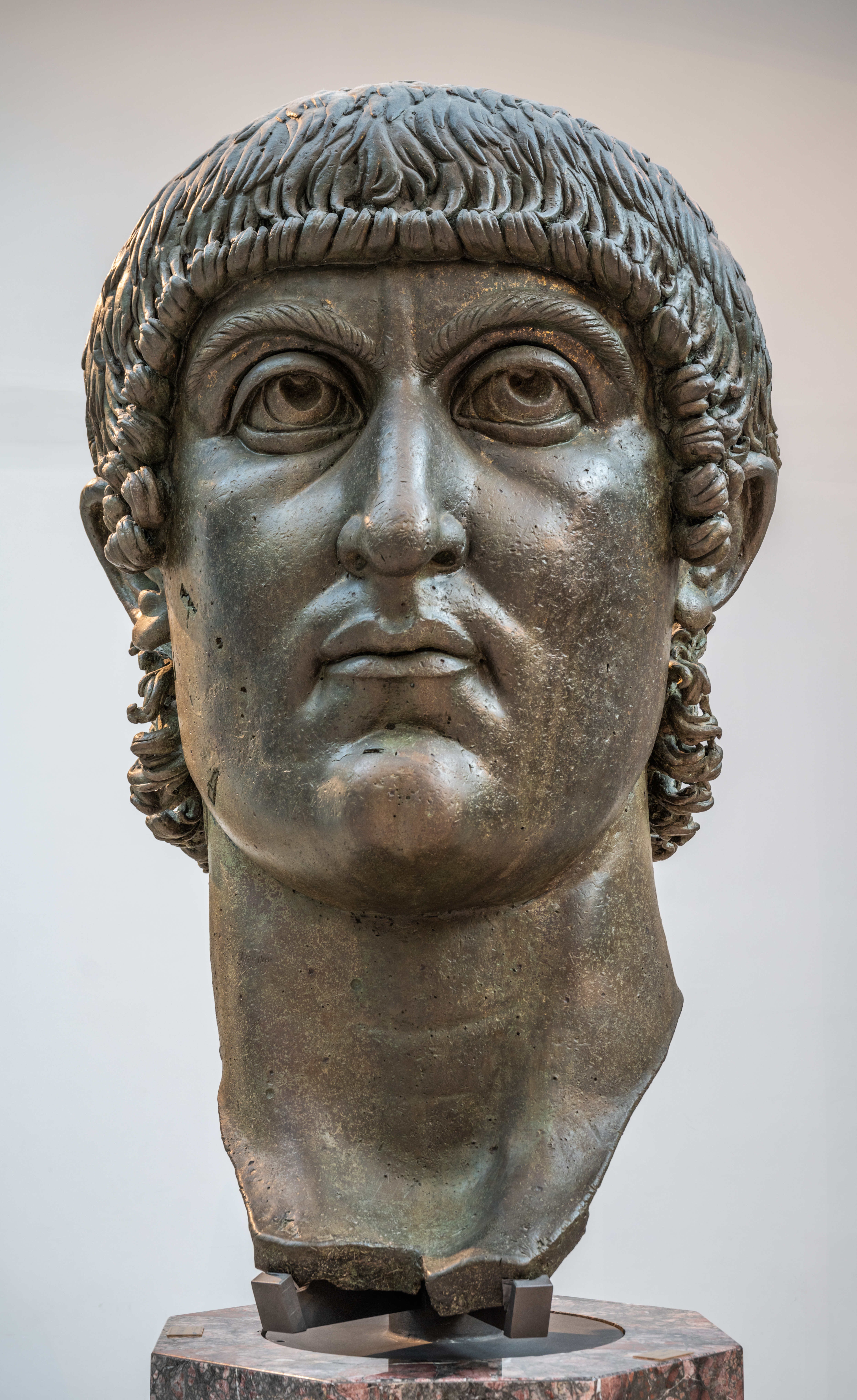
Immagine della sola testa.

Stando a quanto afferma l'esperta Serenella Ensoli, gli elementi conservati potrebbero essere un esempio di reimpiego dal Colosso di Nerone.  Le loro dimensioni, tuttavia, risultano poco compatibili con una statua che, secondo le fonti antiche, era alta intorno ai 30 metri circa. Ensoli giustifica questa differenza perché nel conteggio dei metri dell'altezza andrebbe incluso anche il piedistallo che sosteneva la scultura.
Un'altra studiosa, Marina Prusac, ha confutato tale ipotesi, pur ritenendo che la testa possa essere stata riutilizzata a partire da una statua di Nerone. Al pari di Ensoli, ha infatti notato che il modo in cui sono stati scolpiti i capelli nella parte posteriore della testa è compatibile con lo stile ondulato assai apprezzato durante l'età della dinastia giulio-claudia e, più precisamente, durante il regno di Nerone.
Secondo Prusac, una statua di Nerone potrebbe essere stata smantellata in seguito alla damnatio memoriae subita dall'imperatore e i suoi frammenti, quindi, sarebbero stati immagazzinati per essere poi riutilizzati il secolo successivo per la creazione di una statua colossale di Commodo. La barba di quest'ultimo sarebbe stata aggiunta, come indicano le tracce di riparazione e degli intagli visibili in particolare tra la guancia e l'orecchio destri. Il viso, per quanto parzialmente rimodellato per aggiungere il naso aquilino di Commodo, avrebbe comunque conservato la forma generale, inclusi il mento e la fronte bassa di Nerone. Forse destinata anche a una seconda trasformazione durante il regno di Massenzio, la statua sarebbe stata nuovamente modificata, con la rimozione della barba di Commodo e il rimodellamento di alcuni dettagli, tra i quali la frangia, per rappresentare Costantino I. L'utilizzo del materiale di spoglio nei monumenti a lui dedicati è stato attestato da numerosi reimpieghi visibili sul suo arco di trionfo. Durante le modificazioni effettuate sotto Commodo, Massenzio e Costantino, oltre al rimodellamento di alcune parti, vennero eseguiti dei processi di lucidatura e cesellatura per soddisfare le esigenze estetiche. Le pupille sarebbero state quindi scavate. Prusac sostiene la sua tesi tenendo presenti le differenze stilistiche e sottolineando la presenza di almeno due leghe distinte nelle parti della testa.

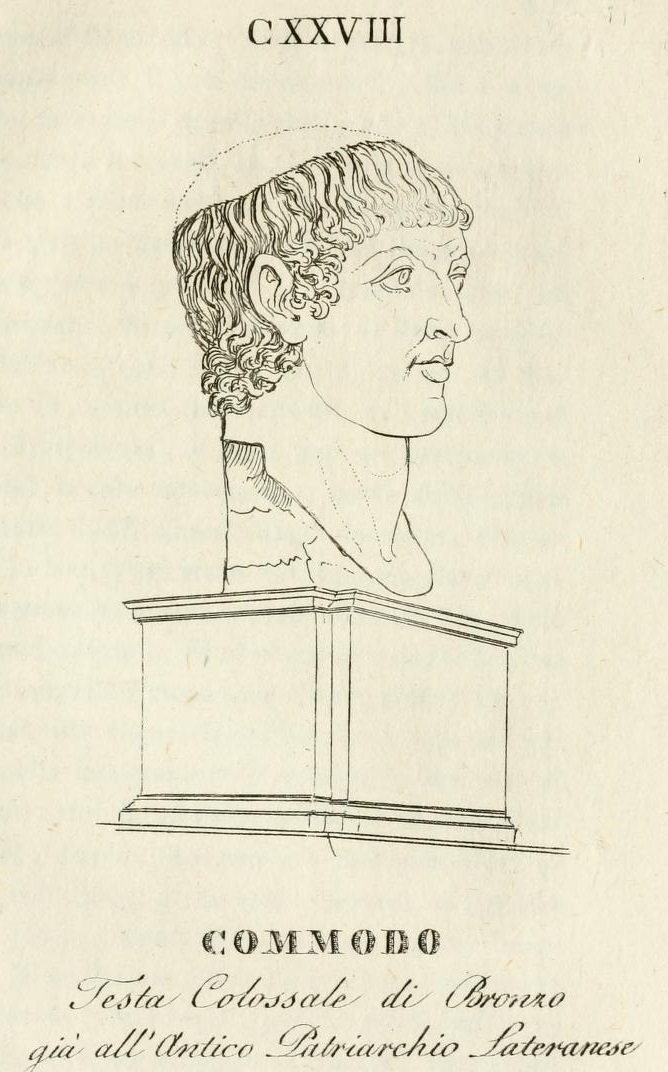
Incisione lineare in cui la testa colossale viene associata all'imperatore Commodo, 1820.

L'ipotesi di una modificazione di una statua di Nerone da parte di Commodo avrebbe peraltro origini antiche. Difatti, si basa su alcuni scritti del 1481, opera dell'umanista Flavio Biondo, a loro volta fondati su un passo della Historia Augusta riguardante il colosso neroniano: «[Commodo] aggiunge al colosso alcuni ornamenti, che in seguito furono tutti rimossi. Fece rimuovere a questa immensa statua la testa di Nerone, per sostituirla con la propria, e vi fece incidere le iscrizioni consuete, senza dimenticare i suoi nomi da gladiatore e dissoluto». Sulla base di tale passaggio, agli inizi del XIX secolo la testa del colosso bronzeo fu anche presentata come quella di Commodo.

## Descrizione
I resti conservati a Roma si compongono di tre frammenti in bronzo che conservano tracce di doratura a foglia. Si tratta:
- della testa, a cui manca la parte superiore, che misura 177 centimetri (125 se non si conta il collo);
- della mano sinistra, assai lesionata e mancante delle falangi terminali dell'indice e del medio. Misura 150 cm, inclusi il polso e una piccola parte di avanbraccio;
- del globo, un tempo impugnato dalla mano sinistra e sormontato da una punta. Misura 150 cm in totale.

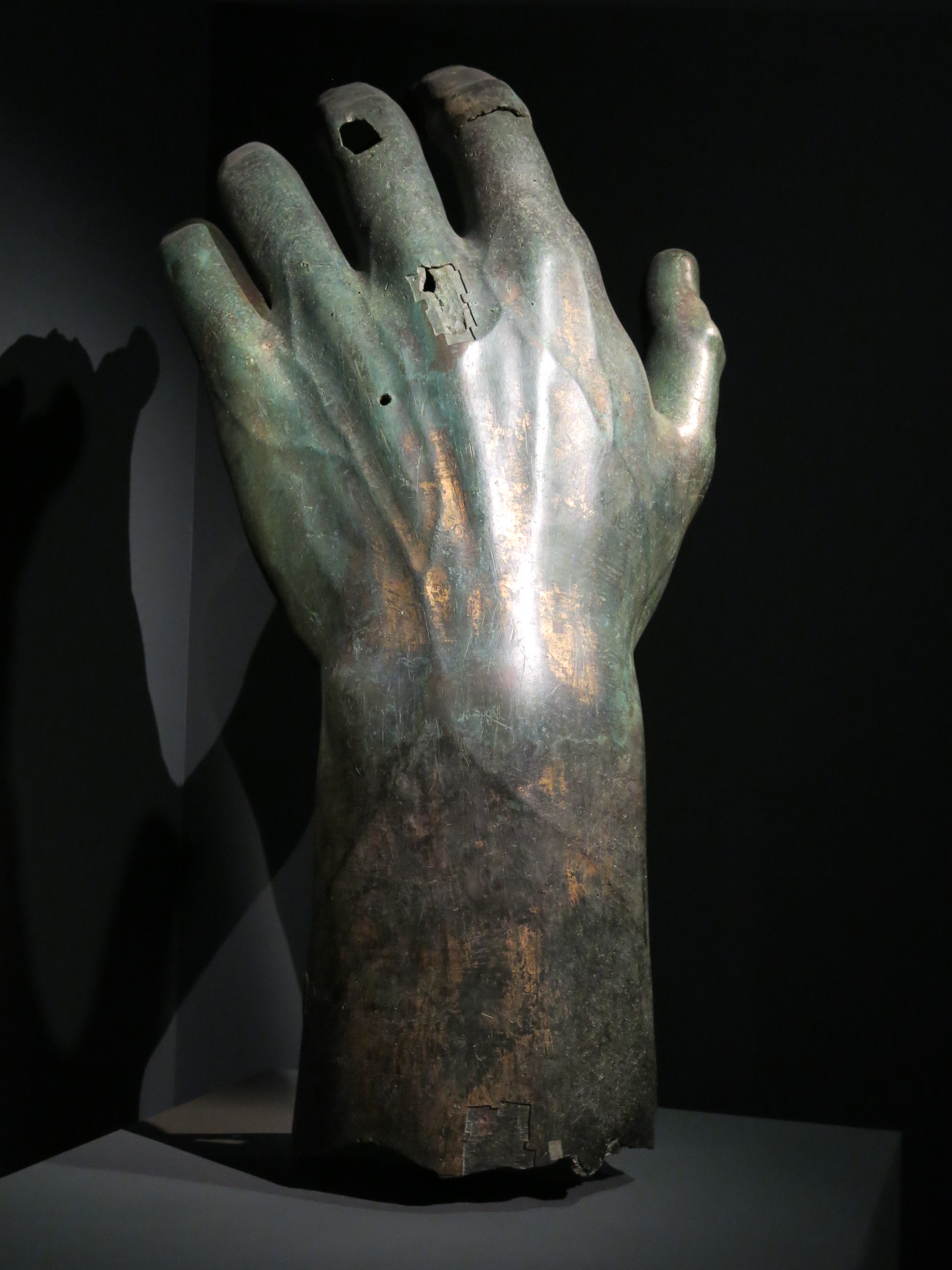
Altra veduta della mano.

La statua doveva misurare all'incirca una decina, persino una dozzina, di metri - nell'ipotesi di una statua a figura intera - prima del suo smantellamento. Secondo le fonti medievali, la figura era originariamente acconciata con una corona radiata, e oltre al globo impugnava una spada nella mano destra. La parte mancante dell'indice della mano sinistra, lunga circa 38 centimetri, fa parte della collezione del Louvre dal 1862, quando fu acquisita buona parte della collezione Campana. A lungo ritenuta un pezzo di un dito del piede, è stata correttamente riscoperta e identificata soltanto nel 2018, da parte della studiosa Aurelia Azema. Dopo aver effettuato una prova, per il tramite di una copia in resina, l'indice è stato ricollocato sulla mano in occasione della mostra sulla collezione Campana, tenutasi nel 2018 e 2019 tra Parigi e San Pietroburgo. Nel 2021 l'indice è tornato ai Musei Capitolini, grazie a un accordo da parte dell'istituzione francese di deposito quinquennale rinnovabile.